# Лазарево (Ярославская область)
Ла́зарево — деревня в Ростовском районе Ярославской области России. Входит в состав Петровского сельского поселения.

## Население
| 2007 | 2010 |
| ---- | ---- |
| 131  | ↘104 |

## Инфраструктура
В деревне функционирует сельский магазин продовольственных и хозяйственных товаров.

## Транспорт
Через деревню проходит автобусный маршрут № 139 Ростов Великий — Петровское.